# はましお型測量船 (2代)
はましお型測量船（英語: Hamashio-class hydrographic survey vessels）は、海上保安庁の測量船の船級。公称船型は20メートル型。

## 設計
船質は高張力鋼だが、軽量化のため、上部構造物はアルミニウム合金製となった。没水部船型はV型である。また、復原性向上のため甲板室の高さを抑えるなどの設計変更が順次に加えられており、平成10年度以降の後期建造船では総トン数は30トンに増加している。
主機関はCODOD方式とされた。これは両舷に大主機（450馬力）、中央に小主機（115馬力）を配して、通常航行時は小主機を停止して軸は遊転、測量時は両舷軸を固定して小主機のみを運転する方式であった。大主機では最大15ノット、小主機では5ノットを発揮できた。その後、後期建造船では、トラディショナルな2基2軸方式に変更された。

## 装備
観測機器として、精密電波測位機（デルノーテ社製トライスポンダー542）や音響掃海機（千本電機社製PDR601）、水深自動集録処理装置（三洋水路測量社製 DHS905）、超音波流速計（ADCP）、自記式流向流速計、採泥器などを装備した。このうち、音響掃海機とADCPの送受波器は船底に、また精密電波測位機の主局アンテナはマストに固定装備されており、従来は測量作業のたびに行われていた艤装作業の手間が省けるようになり、速力面でも恩恵があった。
また後期建造艇には米レソン社のSEABAT-8101マルチビーム音響測深機（MBES）が搭載されており、平成11年度には就役済みの3隻にも後日装備として搭載された。これは周波数240キロヘルツ、101本の待ち受けビームを合成可能であり、最大測深可能水深は450メートルであった。これとあわせて、測量用デファレンシャルGPS（DGPS）とデータ収録処理装置（HYPACK水路測量ソフトウェアをインストールしたデスクトップパソコン）も搭載された。

## 同型船
| 計画                 | #     | 船名     | 造船所         | 竣工           | 配属     | 退役          |
| -------------------- | ----- | -------- | -------------- | -------------- | -------- | ------------- |
| 平成2年              | HS-21 | はましお | 横浜ヨット     | 1991年3月25日  | 3管本部  | 2018年3月12日 |
| 平成4年              | HS-22 | いそしお | 横浜ヨット     | 1993年3月25日  | 10管本部 | 2024年12月3日 |
| 平成6年              | HS-23 | うずしお | 横浜ヨット     | 1995年12月20日 | 5管本部  |               |
| 平成10年度 第1次補正 | HS-24 | おきしお | 石原造船所     | 1999年3月4日   | 11管本部 |               |
| 平成10年度 第1次補正 | HS-25 | いせしお | 石原造船所     | 1999年3月10日  | 4管本部  |               |
| 平成10年度 第1次補正 | HS-26 | はやしお | 石原造船所     | 1999年3月10日  | 7管本部  |               |
| 平成13年度 第2次補正 | HS-27 | くるしま | ニッスイマリン | 2003年3月26日  | 6管本部  |               |

## 登場作品
『LIMIT OF LOVE 海猿』
「いそしお」が登場。鹿児島港沖でカーフェリーが座礁する海難事故が発生したことを受け、現場海域に急行し救助活動を行う。